# Kick Off
Kick Off es un videojuego de fútbol de vista cenital creado por Anco en 1989 y programado por Dino Dini. Se programaron versiones para gran cantidad de sistemas: primero fue Atari ST, después Commodore Amiga y finalmente Amstrad CPC, ZX Spectrum y MS-DOS entre otros.

## Características
Desde el momento de su lanzamiento destacó por una característica que nunca antes había tenido otro simulador de fútbol: el balón no iba pegado al pie del jugador que lo controlaba, sino que este (de manera automática) le daba pequeñas patadas. Esto implicaba que el futbolista que llevaba el balón sólo podía girar cuando el balón estaba muy cerca de su pie (en el momento de darle la patada), en otro caso el jugador giraba pero perdía el control del balón. Así se añadía una cierta dificultad al juego y los jugadores con más entrenamiento disponían de un rango mayor de maniobras que los noveles.
Otras opciones destacadas que incorporó fueron la repetición de jugadas, la incorporación de características propias de cada futbolista, selección de tácticas, faltas, tarjetas amarillas y rojas, lesiones, tiempo de prolongación de los partidos y diversos árbitros con patrones de comportamiento un poco diferentes. 
Estas características y la excelente acogida del producto llevaron a la concesión de varios galardones a su creador.

## Secuelas
El juego consiguió un gran éxito de ventas, lo que provocó que se desarrollaran diversas secuelas entre las que se encuentran los siguientes títulos:
- Kick Off 2
- Super Kick Off[5]
- Kick Off 3:European Challenge
- Kick Off 96
- Kick Off 97
- Kick Off 98
- Kick Off 2002[6]
- Kick Off Revival
- AfterTouch Soccer[7]

## Actualidad
La influencia del juego ha sido grande, existiendo una Asociación Internacional de Kick Off que mantiene vivo el juego, realizando competiciones y desarrollando un Wiki con contenido libre sobre él.
Kick Off World, el grupo internacional de fanes de Kick off. 2 con la ayuda del autor original Steve Screech que dan permiso para utilizar todos sus gráficos originales de Kick off 2 en el proyecto de Kick Off World para hacer un tributo gratuito al juego original. Aftertouch Soccer salió publicado por itch.io en 2017 en teléfonos inteligentes y PCS.